# Ceftibuteno
El ceftibuteno es un antibiótico cefalosporina de tercera generación; es un agente administrado por vía oral, con dos formas de dosificación, cápsula o suspensión oral. Fue comercializado por Pernix Therapeutics bajo el nombre comercial Cedax.

## Usos médicos
El ceftibuteno se utiliza para tratar exacerbaciones bacterianas agudas de bronquitis crónica (ABECB), otitis media bacteriana aguda, faringitis y amigdalitis. También está indicado para neumonía, infecciones del tracto urinario, enteritis y gastroenteritis.[cita requerida]

## Espectro de susceptibilidad
El ceftibuteno es activo contra Haemophilus influenzae, Moraxella catarrhalis, Escherichia coli, Klebsiella pneumoniae, K. oxitoca, Proteus vulgaris, P. mirabilis, P. providence, Salmonella sp., Shigella sp., Enterobacter sp. y Streptococcus sp.
Lo siguiente representa datos mínimos de susceptibilidad a la concentración inhibitorio (MIC) para unos pocos microorganismos clínicamente significativos:
- Haemophilus influenzae: 0.015–1.0 g/ml
- Moraxella catarrhalis: 0.5–4.0 g/ml
- Streptococcus pneumoniae: 0.5–256 g/ml[1]